# ギュンター・フォン・ヒューネフェルト

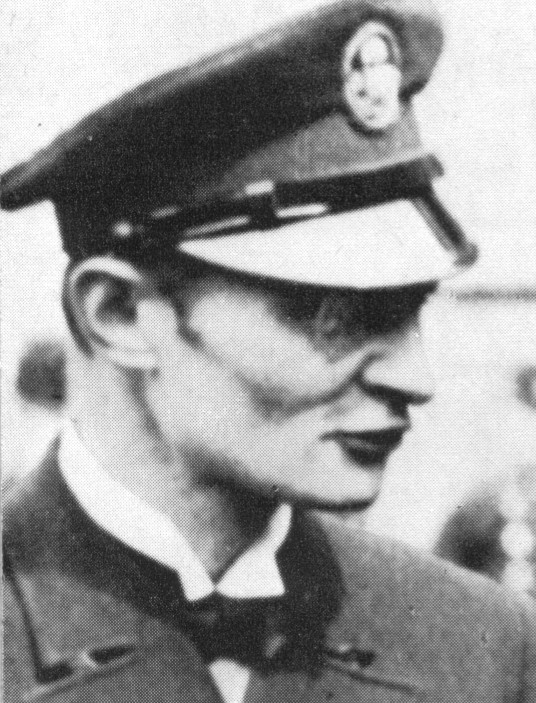
Ehrenfried Günther Freiherr von Hünefeld

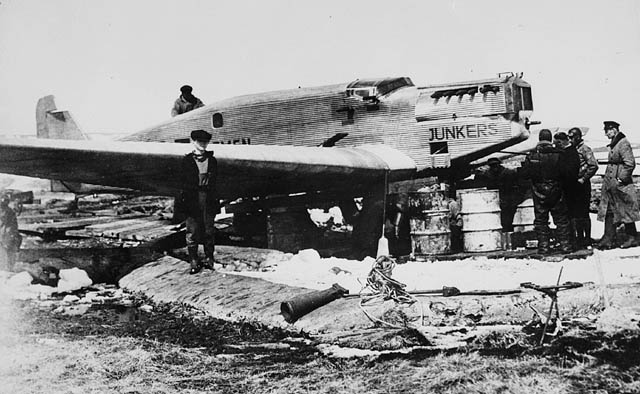
大西洋無着陸逆横断飛行に成功したブレーメン号

ギュンター・フライヘワ・フォン・ヒューネフェルト（Ehrenfried Günther Freiherr von Hünefeld, 1892年5月1日 – 1929年2月5日）は、ドイツのパイロットである。ヘルマン・ケール、ジェイムス・フィッツモーリスとヨーロッパからカナダまでの東から西への方向の大西洋横断飛行に初めて成功した。
東プロイセンのケーニヒスベルクに生まれた。左目は見えず、右目も近眼で、病弱な少年時代を送った。ベルリン大学で学び始めた頃、ベルリン、ヨハニスタール飛行場で、ドイツの航空パイオニアたちとつきあうようになった。第一次世界大戦が始まると、空軍に志願するが、健康の面で拒絶され、オートバイ乗りとして志願し、1914年9月にフランドルで負傷し、軍務につくことができなくなった。ドイツの外交団に加わり、ソフィアやコンスタンティノープルやオランダで働いた。
1927年にリンドバーグが無着陸大西洋横断飛行に成功するが、ヨーロッパからアメリカへの大西洋横断飛行は向かい風に抗することになるのでより困難であると考えられていた。ヒューネフェルトは1927年にユンカース W33を購入し、「ブレーメン号」と命名した。フーゴ・ユンカースが機体をサポートし、第一次世界大戦のパイロットでルフトハンザ航空の夜間飛行部門を率いるヘルマン・ケールがプロジェクトに加わった。試験飛行の後、1928年4月アイルランドのボールドネルに向けて出発した。ボールドネル飛行場の空軍指令のアイルランド人のジェームズ・フィッツモーリスが加わり、1928年4月12日、ブレーメン号はボールドネル飛行場を出発し、カナダのグリーンリー島に着陸した。目標のニューヨークまで飛行することはできなかったが、最初の大西洋無着陸逆横断飛行に成功した。
1929年にヒューネフェルトは胃がんで死亡し、ベルリンのシュテグリッツ墓地に埋葬された。